# Manglietia
Manglietia es un género botánico con 68 especies de plantas fanerógamas pertenecientes a la familia de las magnoliáceas, orden Magnoliales, subclase Magnoliidae, clase Magnoliopsida, división Magnoliophyta.
Está considerado un sinónimo de Magnolia

## Especies seleccionadas
- Manglietia aromatica Dandy
- Manglietia blaoensis Gagnep.
- Manglietia calcarea X.H.Song
- Manglietia calophylla Dandy
- Manglietia caveana Hook.f. & Thomson
- Manglietia celebica Miq.
- Manglietia chevalieri Dandy
- Manglietia chingii Dandy
- Manglietia conifera Dandy
- Manglietia crassipes Y.W.Law
- Manglietia forrestii W.W.Sm. ex Dandy
- Manglietia glauca Blume
- Manglietia globosa H.T.Chang
- Manglietia grandis Hu & W.C.Cheng
- Manglietia hainanensis Dandy
- Manglietia megaphylla Hu & Cheng
- Manglietia oortii Korth.
- Manglietia ovoidea, Hung T.Chang
- Manglietia patungensis Hu
- Manglietia singalanensis A.Agostini
- Manglietia sinica, (J.S.Law) B.L.Chen & Noot.
- Manglietia tenuipes Dandy
- Manglietia ventii N.V.Tiep

## Sinónimos
- Manglietiastrum Y.W.Law
- Paramanglietia Hu & W.C.Cheng